# Eugène Morel (journaliste)
Pour les articles homonymes, voir Eugène Morel et Morel.
Eugène Morel, né le 15 avril 1885 à Angers, où il est mort le 27 août 1952, est un journaliste français du quotidien Le Peuple, ex-résistant, qui fut secrétaire général du Syndicat national des journalistes CGT.

## Biographie

### Carrière de journaliste
Eugène Morel a été journaliste au quotidien Le Peuple, organe de la CGT, à L'Œuvre et à Ce Soir. Après la guerre, il travaille à Libération puis à Paris-presse. Lorsqu'est créé en 1946 le Centre de formation des journalistes, il fait partie des fondateurs avec Francisque Gay, directeur de L'Aube, et Georges Altman, rédacteur en chef de Franc-Tireur. Eugène Morel est alors chargé d'enseigner la rubrique sociale.

### Parcours syndical
En mars 1936, en plein Front populaire, la réunification de la CGT et de la CGTU lors du « congrès de Toulouse » relance le vieux débat sur l'adhésion ou pas du SNJ à la CGT. Eugène Morel est alors convaincu « qu'aller à la CGT », selon sa propre expression, serait l'occasion d'accroître la puissance du syndicat des journalistes et d'assurer le triomphe de leurs revendications. Mais beaucoup de partagent pas son avis. Pour eux, l'affiliation du syndicat à la Confédération des travailleurs intellectuels, en 1920, traduisait à la fois le sentiment de n'être pas des manuels et la volonté d'exister à côté d'eux.
Un troisième référendum sur la question de l'affiliation à la CGT, après ceux 1919 et 1926, tranche à nouveau dans le même sens : 57 % des adhérents se déclarent en faveur du maintien de l'indépendance. Mais les minoritaires décident de rejoindre quand même la CGT, avec le système de « la double appartenance » : les journalistes confédérés restent d'abord des adhérents du SNJ, mais cotisent, en plus, à la CGT. Avec son collègue Maurice Harmel (Le Peuple), Jean-Maurice Hermann, secrétaire général du SNJ, Daniel Mayer, Charles Boullay-Duparc (Le Petit Parisien), Jean Guignebert (Radio-Cité) ils créent ainsi en mars 1938 le Syndicat national des journalistes CGT, dont il est trésorier général.
En octobre 1944, il reconstitue le SNJ-CGT, qui rassemble environ 2 500 membres, devient son secrétaire général. À la fin de l'année 1944, des contacts sont noués avec les anciens militants du SNJ, et aboutissent à la création du « SNJ reconstitué », qui naît en 1945 de la fusion du SNJ et du SNJ-CGT. Les 1 200 adhérents du SNJ de 1927 et les 1 800 de 1934 étaient devenus plus de 4 100. Eugène Morel en prend la direction.
Mais ce « SNJ reconstitué » doit se scinder en 1948, une majorité décidant de ne pas rester à la CGT après la scission de FO. De nombreux adhérents du SNJ jugent en effet ce nouveau contexte peu conforme à leur choix d'un syndicalisme ouvert à tous, par delà les opinions de chacun. Eugène Morel est alors président du SNJ jusqu'en 1950, lorsque Jean Lepeltier lui succède.
Chevalier de la Légion d'honneur et titulaire de la croix de guerre 1939-1945, Eugène Morel est mort en 1952 à Angers, où il avait depuis peu pris sa retraite.